# X-55
X-55（エックス・ゴーゴー）は、タイトーと京セラマルチメディアコーポレーション（2000年にタイトーが吸収）が1995年12月に発売した家庭用通信カラオケ機である。本体価格は64,800円（税別）。

## 概要
家庭用としては初となる通信カラオケ機である。業務用通信カラオケ機「X-2000」運用の実績とノウハウを活かす形で開発された。家庭のテレビと電話回線に接続し、専用のネットワーク「X-データネット」の接続契約を行うことで、家庭でカラオケを楽しむことができる。発売実績はのべ20万台弱。
また、カラオケのみならず、タイトー製ゲームを中心とするゲームの配信（ゲームランド）や暮らしの情報を閲覧できる点も製品の売りで、カタログやテレビCMではカラオケを主軸にゲーム・情報も楽しめることから「家庭用マルチメディア通信カラオケ」「メディアボックス」とも銘打たれていた。
通信速度は9,600bpsで、カラオケ1曲分のデータを受信するのにある程度の時間（数十秒）を要すが、10曲まで予約を入れることができ、他の曲を演奏中に予約を入れることで、通信の待ち時間なしで楽しめる。カラオケ1曲演奏ごとに所定の通信料・使用料がかかるが、好きな曲を1曲だけ本体に保存できる「十八番（おはこ）機能」を利用すれば、追加料金なしで繰り返し演奏できる。
その後、1996年にモデムの通信速度を14,400bpsに高速化、39,800円（税別）に値下げするなどの改善が図られた後継機種「Mediabox (M-88)」、2002年に高速モデム（下り56,000bps・上り33,600bps）とDVDドライブを搭載した2代目Mediabox「X-01」がそれぞれ発売された。
タイトーは業務用通信カラオケ事業をエクシングに売却したあとも、本機を含む家庭用カラオケ配信サービスを継続してきた。しかし、2009年エクシングが「カラオケJOYSOUND Wii」を発売し好評を博すなど、インターネット回線の普及が進むとともに、ゲーム機やPC・携帯電話・おもちゃなどを用いてより安価で手軽に家庭で通信カラオケ楽しめるサービスが多様化する中、2011年9月に翌2012年7月31日到着分をもって修理受付、同年9月30日をもって配信サービスをそれぞれ終了すると発表した。サービス終了後は電話回線に接続しても利用できなくなる。

## シリーズ機種
- X-55（1995年12月発売） - 初代機
- Mediabox M-88（1996年発売） - 39,800円（税別）に値下げ。モデムが14,400bpsに高速化し、1曲の通信時間が35秒に短縮された。
- Mediabox X-01（2002年発売） - モデムが下り56,000bps・上り33,600bpsに高速化。DVDドライブ搭載（市販のDVDソフトやビデオCDなども再生できる）。十八番（おはこ）機能の登録数が10曲に拡張。

### モバイルカラオケ
- モバイルカラオケSASA（1997年末発売） - NTTドコモが開発した車載用カラオケ。NTTドコモの携帯電話または自動車電話に接続し、曲データを受信する。FMトランスミッタ内蔵。別途カーナビのモニタやテレビなどが必要。価格は115,000円。通信設備関係が老朽化し保守が困難になったことを理由に、2009年9月末をもってすべてのサービスを終了。

### 歌丸くん
アンプスピーカーを内蔵した大型タイプ。
- Mediabox 歌丸くん M-88PLUS
- Mediabox 歌丸くんカセット M-99PLUS - コンパクトカセットデッキを2機内蔵。99,800円（税別）。
- Mediabox 歌丸くんパーティ X-01PLUS - コンパクトカセットデッキ内蔵。通信を要しない本体内蔵曲も1000曲含まれている。

## 料金体系
以下の料金は全て税別。
- 基本料 : 1,500円/月
- カラオケ使用料 : 30円/1曲（一部BGMは 10円/1曲）
- ゲーム使用料 : 50円/1回
- X-データネット通信料 : 8.5円/1回
  - 一般の電話回線で使用した場合。電話通話料金のかわりとして、タイトーから請求される。IP電話などNTT一般回線以外で使用した場合、X-データネット通信料のかわりに通常の電話通話料金が計上される場合がある。
- 暮らしの情報 : 10円/1件
- 十八番（おはこ）登録料 : 30円/1曲（X-01 シリーズは 90円/1曲）